# Mieko Kanai
Mieko Kanai (japanisch 金井 美恵子, Kanai Mieko; * 3. November 1947 in Takasaki) ist eine japanische Schriftstellerin.
Kanai begann nach dem Besuch der „Mädchenoberschule Takasaki der Präfektur Gunma“ (群馬県立高崎女子高等学校, engl. Girls’ High School ihrer Heimatstadt) 1966 Gedichte und Kurzgeschichten zu schreiben und wurde 1967 mit der Geschichte Ai no seikatsu (愛の生活, „Liebesleben“), die im selben Jahr in der Literaturzeitschrift Tembō erschien, für den Dazai-Osamu-Preis nominiert. Im Folgejahr erschienen die von der Kritik gelobten Geschichten Shizen no kodomo (自然の子供, „Naturkind“) und Eonta (エオンタ), und Kanai erhielt für ihre lyrischen Werke den Gendaishi-Techō-Preis. Ihren ersten Gedichtband veröffentlichte sie 1971 unter dem Titel Madamu Juju no ie (マダム・ジュジュの家, „Das Haus der Madame Juju“).
1970 wurde Kanais Erzählung Yume no jikan (夢の時間, „Zeit der Träume“) für den Akutagawa-Preis nominiert. Für den Erzählband Puraton-teki ren’ai (プラトン的恋愛, „Platonische Liebe“, 1979) erhielt sie den Izumi-Kyōka-Literaturpreis. 1985 erschien ihr erster Roman Bunshō kyōshitsu (文章教室, „Schreibkurs“). Für Tama-ya (タマや, „Die Katze Tama“, 1987) wurde Kanai mit dem Frauenliteraturpreis ausgezeichnet.
In deutscher Übersetzung liegt beim Suhrkamp Verlag der im japanischen Original 1997 erschienene Titel "Leichter Schwindel" (Karui memai) vor. Wie sie im Nachwort schreibt, hat sich die Autorin beim Verfassen der acht kürzeren Texte von der Devise leiten lassen, nicht den „schweren Wahnsinn“ zu schildern, in den Hausfrauen durch ihr monotones, fremdbestimmtes Leben für Mann und Kinder verfallen können, "sondern sich ausschließlich den ersten Irritationen zu Beginn einer tiefergreifenden Dissoziationsphase zu widmen". (Lisette Gebhardt) Kanais Suburbia-Notizen schildern die einengende Routine der Hausfrau, die wenig Zeit für persönliche Interessen hat: "Verpflichtungen wie Kochen, Waschen und Putzen, lästige soziale Interaktionen sowie nicht zuletzt die oft unangenehme Anwesenheit des Ehepartners bilden die Basis für ein nachhaltiges Boreout oder sogar für latent aggressive Tendenzen."

## Werke (Auswahl)
- Der Akazienritterorden (アカシア騎士団, akashi kishidan, 1974), übersetzt von Verena Werner und Eduard Klopfenstein, in: Mondscheintropfen. Japanische Erzählungen 1940–1990, ausgewählt und mit einem Nachwort versehen von Eduard Klopfenstein, Theseus Verlag, Zürich, München 1993, ISBN 3-85936-061-2, S. 90–105.
- Platonische Liebe (プラトン的恋愛, puratonteki renai, 1979), übersetzt von Diana Donath, in: Japan erzählt. 17 Erzählungen, herausgegeben und mit einem Nachwort versehen von Margarete Donath in Zusammenarbeit mit Diana Donath, Fischer Taschenbuch Verlag, Frankfurt am Main 1991, ISBN 3-596-10162-X, S. 166–176.
- Küchentheater (調理場芝居, chōriba shibai, 1979), übersetzt von Jürgen Stalph, in: Hefte für Ostasiatische Literatur Nr. 11 (Juni 1991), iudicium Verlag, München 1991, ISBN 3-89129-334-8, S. 78–96.
- Leichter Schwindel (軽いめまい, karui memai), übersetzt von Ursula Gräfe. Suhrkamp Verlag, Berlin 2025, ISBN 978-3-518-22556-1.